# یواس‌سی‌جی‌سی کونیفر (دبلیوال‌بی-۳۱)
یواس‌سی‌جی‌سی کونیفر (دبلیوال‌بی-۳۱) (به انگلیسی: USCGC Conifer (WLB-301)) یک کشتی است که طول آن ۱۸۰ فوت (۵۵ متر) می‌باشد. این کشتی در سال ۱۹۴۲ ساخته شد.